# Zaragoza, Zaragoza (Coahuila)
Zaragoza är en kommunhuvudort i Mexiko.   Den ligger i kommunen Zaragoza och delstaten Coahuila, i den norra delen av landet, 1 000 km norr om huvudstaden Mexico City. Zaragoza ligger 362 meter över havet och antalet invånare är 10 577.
Terrängen runt Zaragoza är platt. Runt Zaragoza är det glesbefolkat, med 18 invånare per kvadratkilometer. Närmaste större samhälle är Allende, 18,2 km söder om Zaragoza. Trakten runt Zaragoza består i huvudsak av gräsmarker.